# 拉斯派拉斯峰
拉斯派拉斯峰（西班牙語：Pico Las Pailas），是委內瑞拉的山峰，位於該國西部梅里達州，屬於梅里達內華達山脈中庫拉塔山脈的一部分，北面有埃爾波特羅峰，海拔高度4,297米。